# Алманахул Мачедоромън
„Алманахул Мачедоромън“ (на румънски: Almanah Macedo–român, в превод Македонорумънски алманах) е първото списание за арумънска литература и култура. В 1900 година списанието излиза в Кюстенджа, а в 1901 – 1903 година – в Букурещ.
В редакционния комитет влизат Т. Г. Дабо (търговец), Петру Вулкан (писател и журналист), Ташку Шунда и Николае Тачит. Печата се в печатница „Аурора“ на Илие М. Григориу. Това е първият алманах, публикуван в Добруджа. Подзаглавието му е за македонорумънската наука, литература и народна култура (pentru ştiinţa, literatura şi cultura poporului Macedo – român). Следващите три от общо четири броя излизат в Букурещ до 1903 година без подзаглавие в печтниците „Лукраторилор Асочиацией“ и „Г. А. Лазаряну“. Последният брой, спонсориран от „патриота К. Г. Миша“ е изцяло на арумънски език.
В алманаха се публикуват информации за положението в арумънските училища и църкви в Османската империя, описания на арумънски селища, както и творби на арумънски език от Нуши Тулиу, Константин Белимаче, Георге Мурну, Ташку Шунда, Стефан Михайляну, Богдан Петричейку Хаждеу, Григоре Тоцилеску, Емил Пико, Йон Гика, Петру Вулкан, Ахиле Пинета.
В 1992 година Румънската културна фондация, под егидата на Обществото за македонорумънска култура и председателя му Атанасие Наста издават отново „Алманахул Мачедоромън“ – 233 страници и 6 фотографии. Съдържа поезия на арумънски от поети от всички области и времена – Михай Еминеску, Христу Къндровяну, Атанасие Наста, Апостол Качупери, Думитру Париза, Кира Йорговяну Манцу. Публикува и серия проучвани върху арумънската култура и цивилизация, както и 27 биографии на видни арумъни.